# Nigel Forbes Dennis
Nigel Forbes Dennis (geboren 16. Januar 1912 in Bletchingley, Surrey; gestorben 19. Juli 1989 in Little Compton, Warwickshire) war ein britischer Schriftsteller.

## Leben
Nigel Forbes Dennis war ein Sohn des Oberstleutnants Michael Frederic Beauchamp Dennis, DSO, und der Louise Bosanquet. Er war durch eine Epilepsie sein Leben lang beeinträchtigt. Sein Vater wurde in das Protektorat Rhodesien versetzt und nahm die Familie mit. Er fiel 1918 im Ersten Weltkrieg, und Dennisʼ Mutter heiratete 1920 Fitzroy Spencer Griffin. Dennis wurde im Alter von 15 nach Kitzbühel zu seinem Onkel Ernan Forbes Dennis geschickt, der im Rang eines Konsuls in der Passstelle der britischen Gesandtschaft in Wien angestellt war (und in Wirklichkeit als regionaler Chef des Auslandsgeheimdienstes MI6 fungierte), dessen Frau Phyllis Bottome war Schriftstellerin. Dennis kam zum weiteren Schulbesuch an die Odenwaldschule nach Deutschland und kehrte 1930 nach England zurück, unklar ist, ob ein 1934 unter dem Namen „Richard Vaughan“ erschienener Schülerroman von ihm stammt, Dennis hat die Autorschaft bestritten.
Dennis ging 1934 in die USA, er arbeitete als Feuilletonredakteur 1937/38 für The New Republic und ab 1940 für das Time-Magazin, mit dem er 1950 als Korrespondent wieder nach England zurückkam. Dennis begann Bücher verschiedener Genres zu schreiben, Non-fiction, Roman, Essay, Schauspiel. Seine drei Theaterstücke wurden in den 1950er Jahren am Royal Court Theatre inszeniert. Ab 1961 schrieb er regelmäßig Buchbesprechungen für die Zeitung Sunday Telegraph. In den 1960er Jahren war er Autor und Mitherausgeber des Encounter. In späteren Jahren ließ er sich auf Malta nieder. Er starb im Hause seiner Tochter in Warwickshire.
Dennis heiratete um das Jahr 1935 die Französin Marie-Madeleine Massias, sie hatten zwei Kinder, die Bildhauerin Michie Herbert ist eine Tochter. In zweiter Ehe war er seit 1959 mit der Schauspielerin Beatrice Ann Hewart Matthew verheiratet.

## Werke (Auswahl)
- Boys and Girls Come Out to Play. Roman (1949)
- Cards of Identity. Roman (1955)
- Cards of Identity. Drama (1956)
- The Making of Moo. Drama (1957)
- Two Plays and a Preface (1958)
- August for the People. Drama (1961)
- Dramatic Essays (1962)
- Jonathan Swift: A Short Character (1964) (Royal Society of Literature Award, 1966)
- A House in Order. Roman (1966)
- Exotics: Poems of the Mediterranean and Middle East (1970)
- An Essay on Malta. Illustrationen Osbert Lancaster (1970)